# Jean-François Ameline

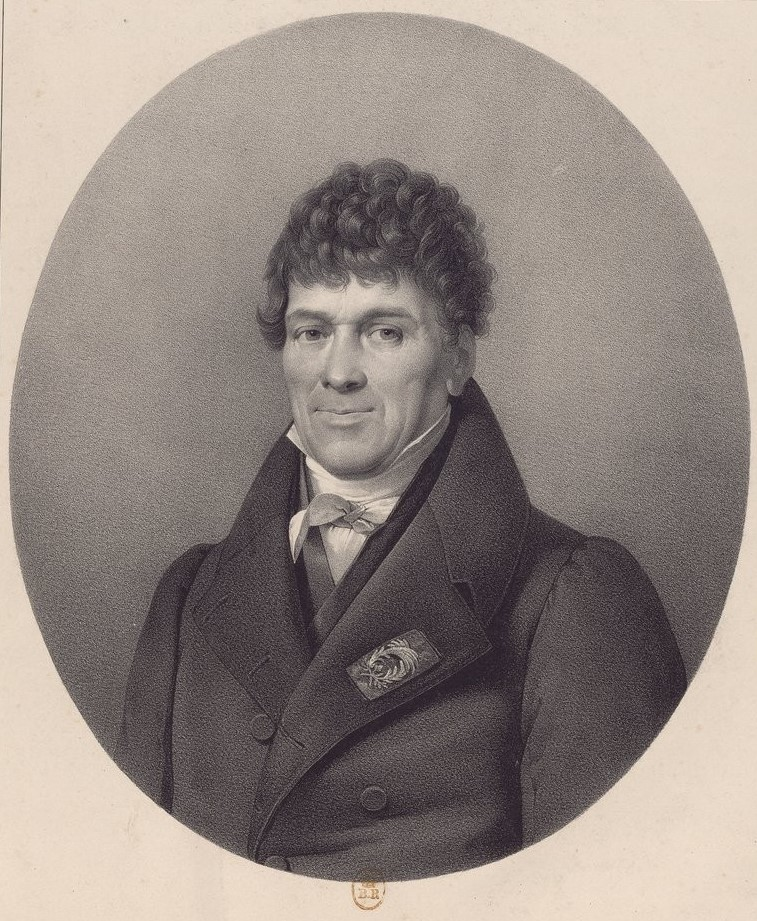
Jean François Ameline (lithografie), Bibliothèque nationale de France

Jean-François Ameline (ook Améline) (Caen, 28 augustus 1762 - aldaar, 3 december 1835) was een Franse arts en hoogleraar aan de medische faculteit van Caen, die beschouwd wordt als een van de grondleggers van  het gebruik van papier-maché voor anatomische modellen. Tot die tijd gebruikte men (bijen)was om anatomische modellen te vervaardigen.
Rond 1810 begon Ameline modellen te maken die veel robuuster waren dan de toenmalige wassen exemplaren. Hij 'boetseerde' met papier-maché de lichaamsonderdelen op een echt menselijk skelet. Het zo samengestelde lichaam kon uit elkaar worden gehaald zoals bij een dissectie waarbij laag na laag de diepere en diepere elementen zichtbaar werden, de doorgang van een zenuw of een bloedvat tussen de spieren, de verhoudingen van de ingewanden in de ribbenkast of de buik. De resultaten waren op het eerste gezicht spectaculair maar de weergave van veel van de elementen bleek ontoereikend.
Vanaf 1816 presenteerde hij stukken aan de medische vereniging van Caen voordat hij naar de Parijse geleerde kringen afzakte, die van 1819 tot 1821 allemaal zijn werk prezen, maar het geheel nogal duur vonden. In een rapport van de koninklijke adviesraad voor openbaar onderwijs  van december 1821 wordt zijn uitvinding als volgt beschreven:
"Hij gebruikt karton om een stevige pasta te maken, licht en flexibel, en op geen enkele manier broos, in staat om alle vormen aan te nemen die men het wil geven, en die ze onveranderd behoudt zonder te krimpen."
Hij vocht een levenslange vete uit met zijn concurrent Louis Auzoux, die hem vanaf 1822 met een beter idee voorbijstak, via tal van publicaties waar hij hem beschuldigde van plagiaat. Ze gebruikten elk een verschillende techniek om hun anatomische modellen op te bouwen: Ameline gebruikte modellage (boetseren), Auzoux moulage (via een mal). Deze laatste methode was beter geschikt voor producties in grotere hoeveelheden en bandwerk waardoor het geheel goedkoper werd. Deze controverse zou voortduren tot de dood van beide protagonisten.

## Publicaties
- Mémoire sur l'utilité d'anatomie artificielle chirurgicale (1819, Parijs).[4]
- Mémoire sur l'utilité des pièces d'anatomie artificielle chirurgicale (1820,Caen).[5]
- Observations sur les pièces d'anatomie de M. le Docteur Auzoux (1825), waar hij in discussie gaat met zijn rivaal. In dit boek becommentarieert en bekritiseert hij elk van de publicaties die over Auzoux zijn geschreven tijdens de presentatie van zijn stukken voor de verschillende academies. "Als de heer Auzoux geen uitvinder is, heeft hij zijn model zo ver geperfectioneerd en heeft hij er zoveel gunstige verschillen mee, dat we de heer Auzoux misschien onrecht aandoen door vandaag Ameline te prijzen". (Verslag van de Société Médicale d'Emulation, 1823, geciteerd door Ameline zelf in dit werk).

- Bibliothèque nationale de France: cb16296508s (data)
- International Standard Name Identifier: 0000 0001 2349 3897
- Library of Congress Control Number: no2017167114
- Système universitaire de documentation: 120442485
- Virtual International Authority File: 173318564